# Infanta Constança d'Aragó
Constança d'Aragó (ca. 1205? - Avinganya de Seròs, ca. 1252) fou una infanta d'Aragó, filla il·legítima de Pere el Catòlic. Vídua del gran senescal Guillem Ramon II de Montcada, es retirà i fundà a Avinganya la primera comunitat monàstica de monges Trinitàries Contemplatives de la península ibèrica, branca femenina de l'Orde de la Santíssima Trinitat.

## Biografia
Sabem poc dels seus orígens. Filla il·legítima del rei Pere el Catòlic, aquest li concedí el títol de baronessa d'Aitona. En 1212, a Taust, fou promesa en matrimoni a Guillem Ramon II de Montcada, gran senescal de Barcelona, amb qui es casà en 1222, aportant-hi com a dot les baronies d'Aitona, Seròs, Mequinensa i Albalat de Cinca.
Del matrimoni nasqueren:
- Pere I de Montcada i d'Aragó, baró d'Aitona.
- Ramon de Montcada i d'Aragó, senyor d'Albalat de Cinca, i
- Guillem de Montcada i d'Aragó, bisbe de Lleida.

Guillem Ramon morí en 1228. El 3 d'abril de 1236, Jaume el Conqueridor donà a la infanta vídua, germanastra seva, el monestir de Nostra Senyora dels Àngels d'Avinganya que els trinitaris tenien a Seròs, primera fundació de l'orde a la península Ibèrica i que tenia problemes econòmics, per transformar-lo en un monestir femení. La donació incloïa els béns i rendes del convent, incloses les de Fraga. Al monestir continuaren vivint algunes frares trinitaris per al servei litúrgic i d'altre tipus. A canvi, la infanta pagà els deutes del convent.
Malgrat tot, no s'hi instal·là tot seguit: els frares hi visqueren fins al 1250 i Constança hi anà només en 1251, amb dotze monges més, i fou la primera priora de la casa, a la que donà la regla de l'Orde de la Trinitat, atenuant-ne el rigor original: nasqué així branca femenina de les Trinitàries Contemplatives. Morí poc després, abans de desembre de 1252, quan ja consta com a difunta i fou sebollida a l'església del monestir, que es convertí en panteó de la família dels Montcada.